# Kemehlo Nguena
Kemehlo Nguena (Poitiers, 10 luglio 2000) è un calciatore francese, centrocampista dell'Auda Ķekava.

## Carriera
Cresciuto nel settore giovanile del Troyes, tra il 2019 e il 2020 totalizza 19 presenze nel Championnat National 3 con la squadra riserve. Debutta in prima squadra il 17 ottobre 2020, nell'incontro di Ligue 2 vinto 1-0 in trasferta contro il Rodez. Nel corso della stagione gioca altre due partite, una in campionato e una in Coppa di Francia, e, nonostante il limitato impiego, contribuisce alla vittoria del campionato da parte del Troyes.
Nell'agosto del 2021 si trasferisce allo Slavia Sofia, club della Părva liga, prima divisione del campionato bulgaro. Nella sua stagione d'esordio totalizza 15 presenze in campionato (inclusi i play-off) e quattro in Coppa di Bulgaria.

## Statistiche

### Presenze e reti nei club
Statistiche aggiornate al 4 ottobre 2022.
| Stagione        | Squadra         | Campionato      | Campionato | Campionato | Coppe nazionali | Coppe nazionali | Coppe nazionali | Coppe continentali | Coppe continentali | Coppe continentali | Altre coppe | Altre coppe | Altre coppe | Totale | Totale |
| Stagione        | Squadra         | Comp            | Pres       | Reti       | Comp            | Pres            | Reti            | Comp               | Pres               | Reti               | Comp        | Pres        | Reti        | Pres   | Reti   |
| --------------- | --------------- | --------------- | ---------- | ---------- | --------------- | --------------- | --------------- | ------------------ | ------------------ | ------------------ | ----------- | ----------- | ----------- | ------ | ------ |
| 2019-2020       | Troyes 2        | N3              | 15         | 0          |                 | -               | -               |                    | -                  | -                  |             | -           | -           | 15     | 0      |
| 2020-2021       | Troyes 2        | N3              | 4          | 0          |                 | -               | -               |                    | -                  | -                  |             | -           | -           | 4      | 0      |
| Totale Troyes 2 | Totale Troyes 2 | Totale Troyes 2 | 19         | 0          |                 | -               | -               |                    | -                  | -                  |             | -           | -           | 19     | 0      |
| 2020-2021       | Troyes          | L2              | 2          | 0          | CF              | 1               | 0               |                    | -                  | -                  |             | -           | -           | 3      | 0      |
| 2021-2022       | Slavia Sofia    | 1L              | 13+2       | 0          | CB              | 4               | 0               |                    | -                  | -                  |             | -           | -           | 19     | 0      |
| 2022-2023       | Slavia Sofia    | 1L              | 10         | 2          | CB              | 0               | 0               |                    | -                  | -                  |             | -           | -           | 10     | 2      |
| Totale carriera | Totale carriera | Totale carriera | 46         | 2          |                 | 5               | 0               |                    | -                  | -                  |             | -           | -           | 51     | 2      |

## Palmarès

### Club

#### Competizioni nazionali
- Ligue 2: 1

Troyes: 2020-2021
- Coppa di Lettonia: 1

Riga FC: 2023
- Supercoppa di Lettonia: 1

Riga FC: 2024